# Mossens gård

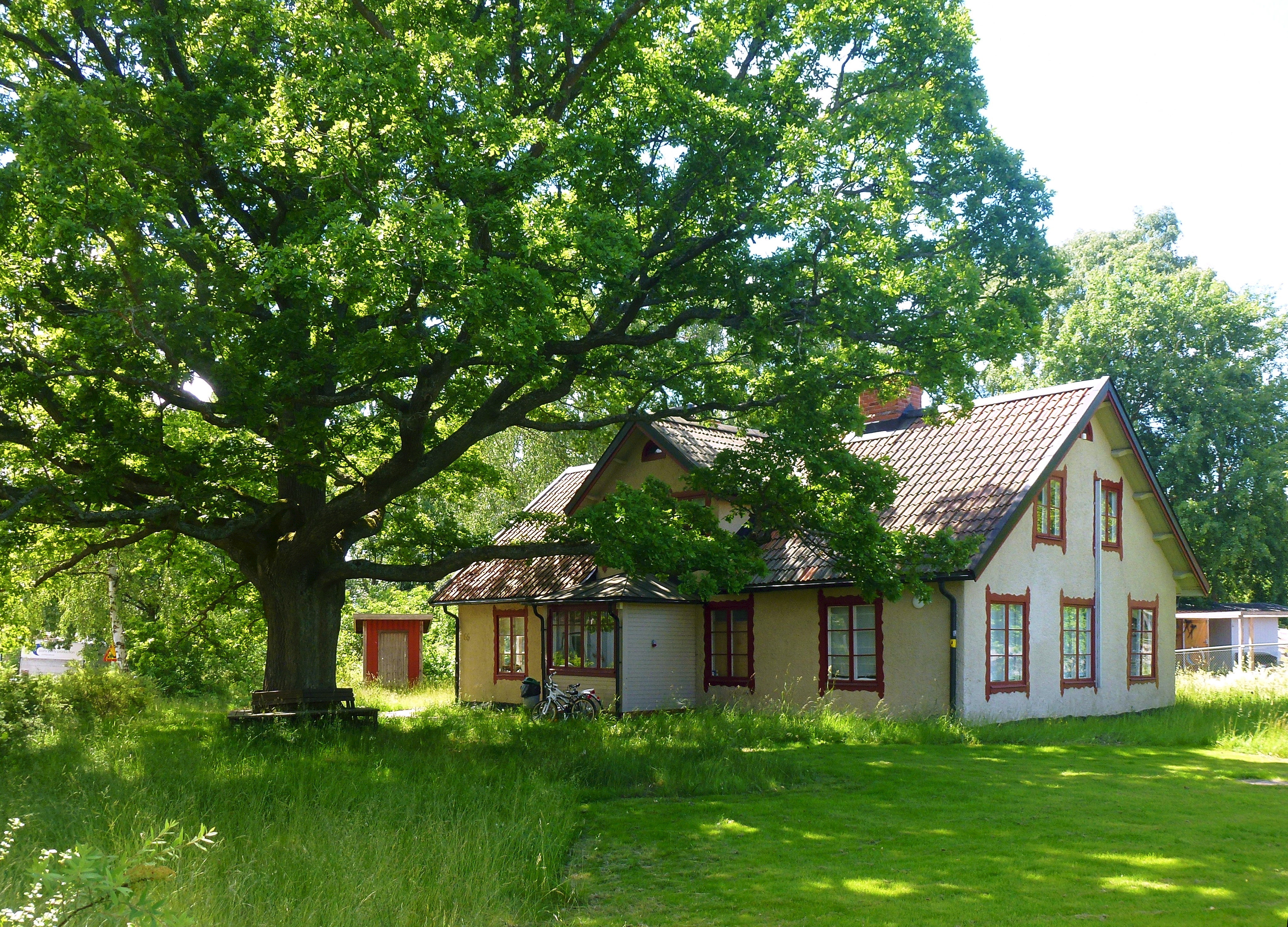
Mossens gård och den stora skyddade eken i juli 2015.

Mossens gård (på äldre kartor även kallad Hedvigslund eller Måsen) är en tidigare bondgård belägen vid dagens Tallkrogsvägen 66 i stadsdelen Tallkrogen i södra Stockholm. Den kvarvarande huvudbyggnaden uppfördes under senare delen av 1800-talet och är idag den äldsta bevarade byggnaden i Tallkrogen.
Det var på Mossens ägor som stadsdelen Tallkrogen började anläggas på 1930-talets mitt. Stockholms stadsmuseum har inte klassificerat byggnaden men den anses ändå vara värdefull. En detaljplan från år 2008 skall skydda huset och den mäktiga eken framför.

## Historik

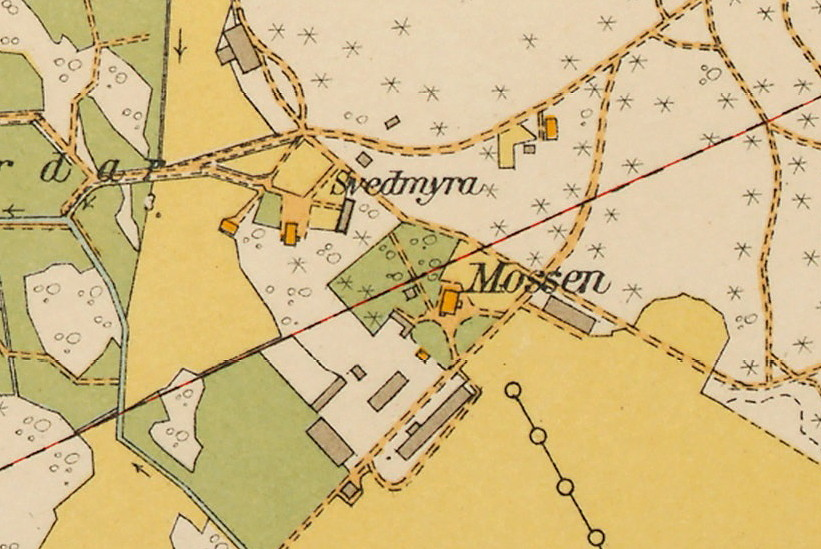
Mossen och Svedmyra på 1920-talet.

I trakten fanns utöver Mossen flera mindre torp som Svinmyran (se Torpet Svedmyra) som låg närmast, cirka 130-150 meter väster om Mossen, ungefär vid dagens Rapphönsvägen 23–25. Dessutom fanns torpen Lövlund (Löflund) och längs landsvägen mot Dalarö låg Rosendal, Valsknopp och från 1900 i Tallkroga malm hus som Lyckeby, Torsholm, Marielund och Sanddalen. Mossens egendom köptes av Stockholms stad redan 1905, men det skulle dröja ytterligare 30 år innan marken började bebyggas. Med undantag för Mossen är samtliga gårdar och torp numera försvunna. Den sista som revs var Lövlund, belägen vid dagens Diskusvägen, som fick ge plats åt en förskola i slutet av 1970-talet.
Mossens gård bestod av mangårdsbyggnaden som uppfördes under senare delen av 1800-talet samt flera stora ekonomibyggnader och ett antal mindre uthus som låg samlade i en klunga söder om huvudbyggnaden. På ekonomiska kartan 1867–1871 redovisas Mossen som statartorp under Svinmyran. Senare avsöndrades stället från Svinmyran och kallas 1892 för Hedvigslund och Måsen. Så sent som 1916 kompletterades bebyggelsen med ett stort svinhus i sten, 30 meter lång och 17 meter bred. När området exploaterades av Stockholms stad och de första småstugorna började byggas på 1930-talets mitt var Mossen fortfarande ett levande jordbruk och nybyggarna kunde köpa mjölk och ägg på gården.
Huvudbyggnaden är ett gulputsat trähus i 1½ plan med sadeltak. Ursprungligen var fasaderna smyckade med lövsågerier och taket täckt med takspån. Mot öster märks en stor, central placerad takkupa. På gårdsplanen står husets vårdträd, en mäktig ek med krondiameter på 27 meter. Trädet skyddas genom planbestämmelse eftersom den anses vara viktig för upplevelsen av området.

### Historiska bilder

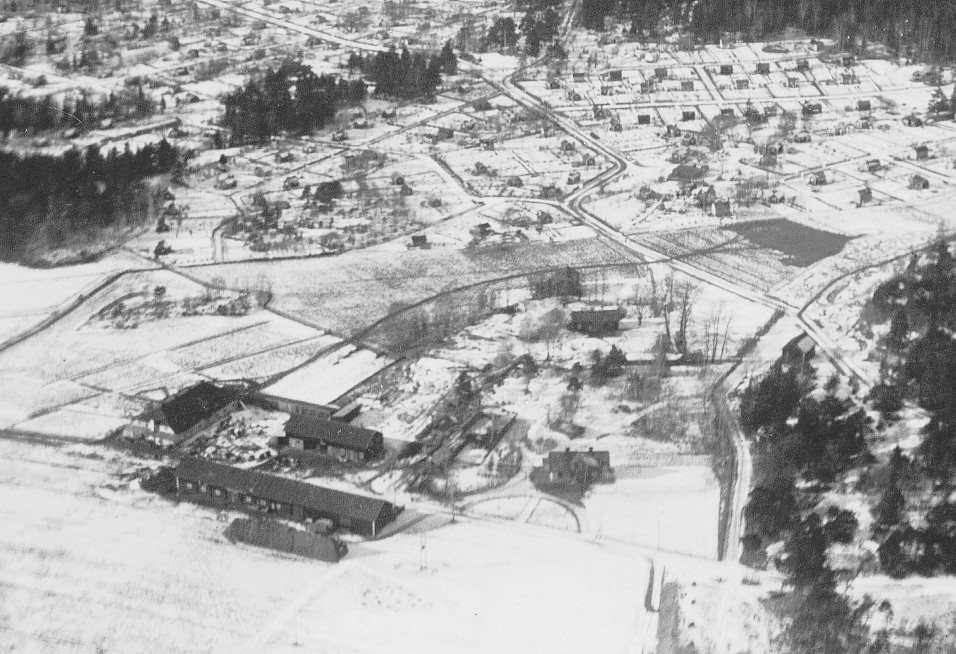
Mossens gård i förgrunden och torpet Svedmyra i bakgrunden, 1932.
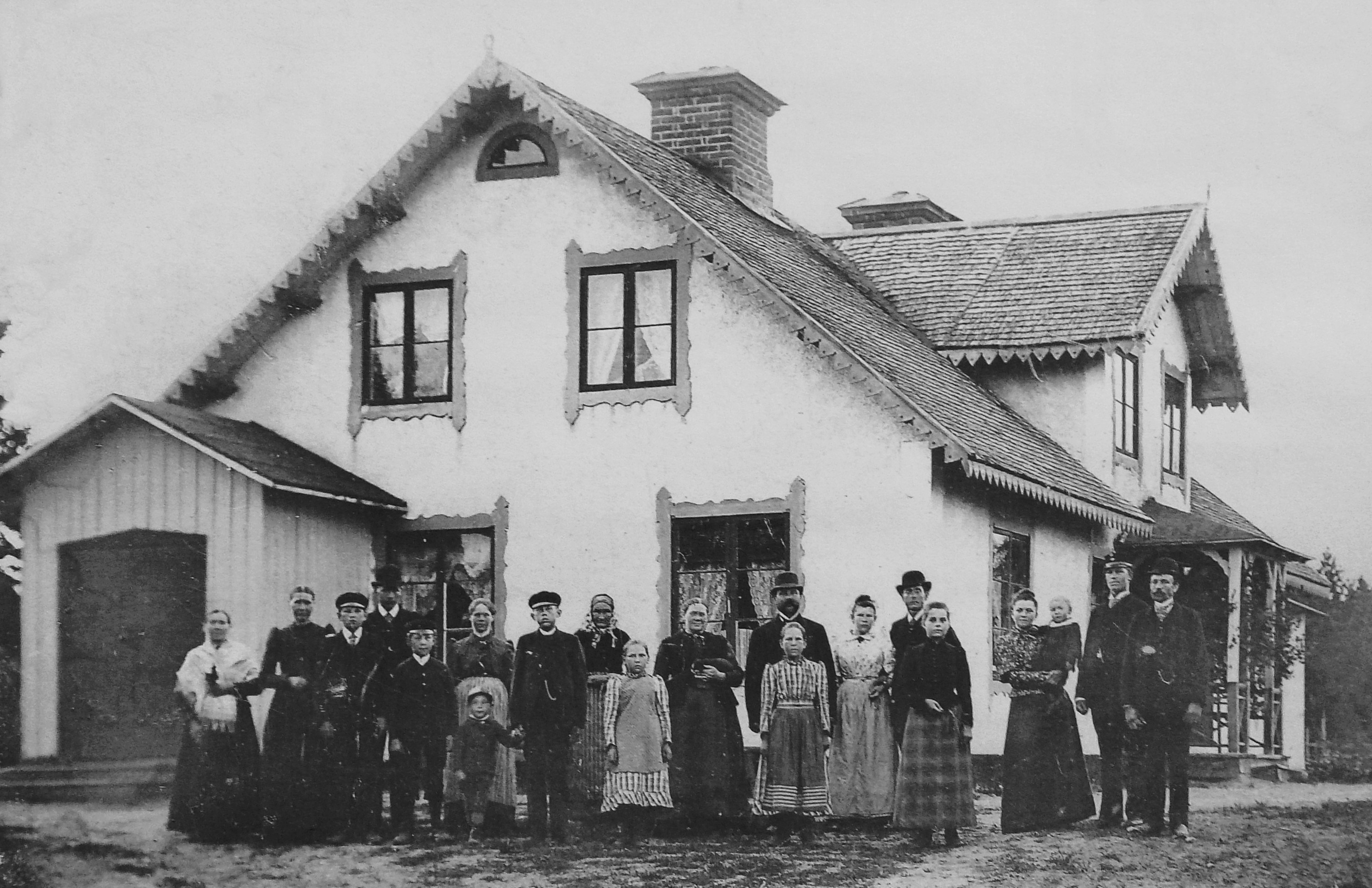
Mossens gård omkring sekelskiftet 1900.
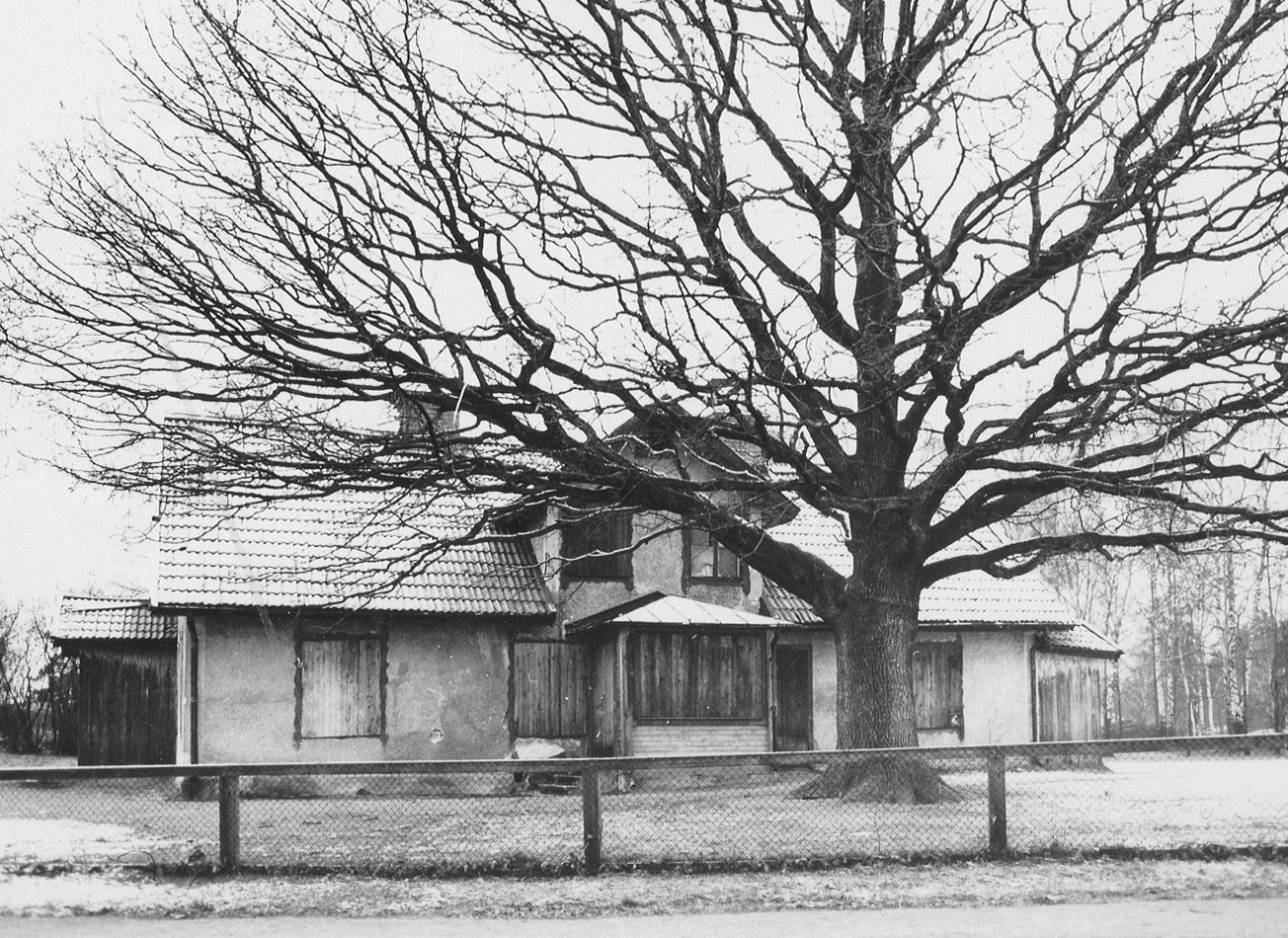
Gården 1947 innan den ombyggdes till skola.
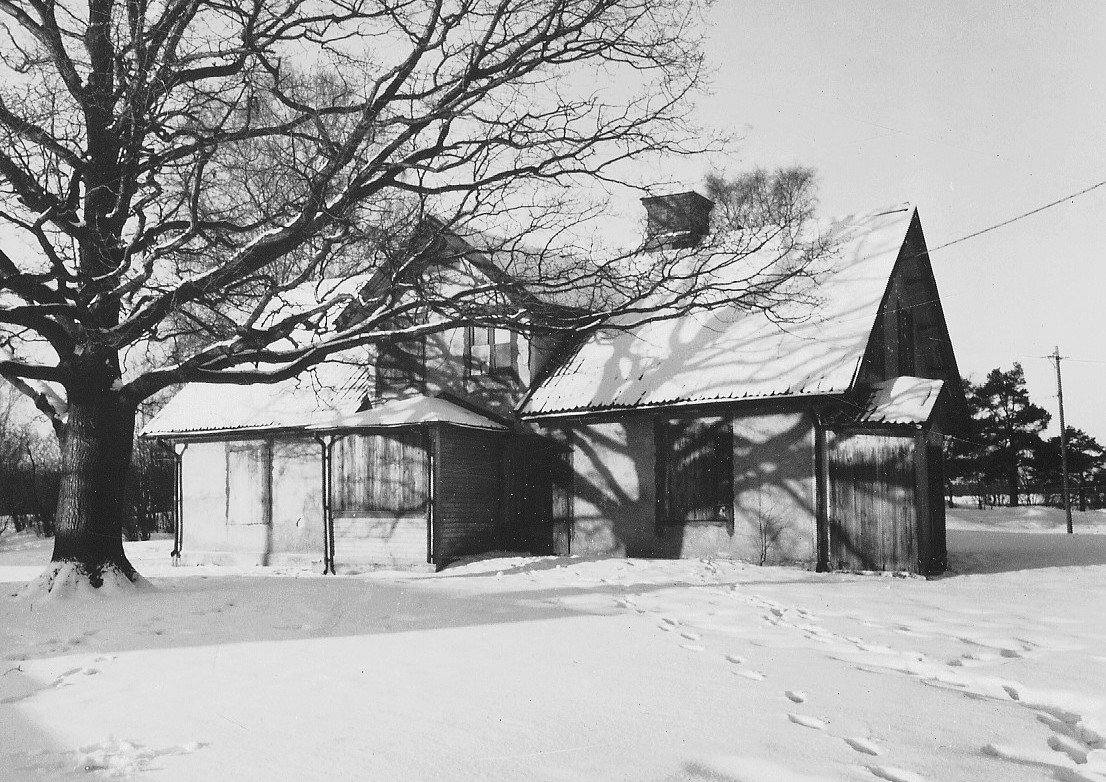
Mossens gård och eken 1968.

## Gården får ny användning
Mellan 1935 och 1945 restes ungefär 950 småhus i området och behovet av en skola blev akut. Mossens gårds huvudbyggnad byggdes 1946/1947 om till skola. Då fanns tre klassrum, två matrum och ett skolkök. Skolverksamheten upphörde i början på 1960-talet. Sedan förföll byggnaden och stod några år med förspikade fönster och dörrar.
I slutet av 1960-talet renoverades gården. Därefter fanns många olika kommunala verksamheter i byggnaden som förskola, samlingslokal, fritidsgård och kontor. År 1976-1977 uppfördes förskolan ”Morkullan” intill gårdsbyggnaden. 2015 fanns ledningen för Tallkrogens samtliga förskolor i byggnaden.
I december 2008 vann en ny detaljplan för fastigheten Mossens gård 5 laga kraft. Den skall möjliggöra en mer flexibel användning av Mossens gård och samtidigt skydda den historiskt värdefulla miljön. Byggnaden ägs av Stockholms stad och föreslås att säljas och nyttjas med verksamhet anpassad till byggnadens kulturvärde. Enligt detaljplanen får byggnaden inte rivas och exteriören inte förvanskas och den ursprungliga planlösning och äldre inredning får inte förändras. Den stora eken framför huset får endast fällas på grund av sjukdom eller säkerhetsrisk.

## Bilder

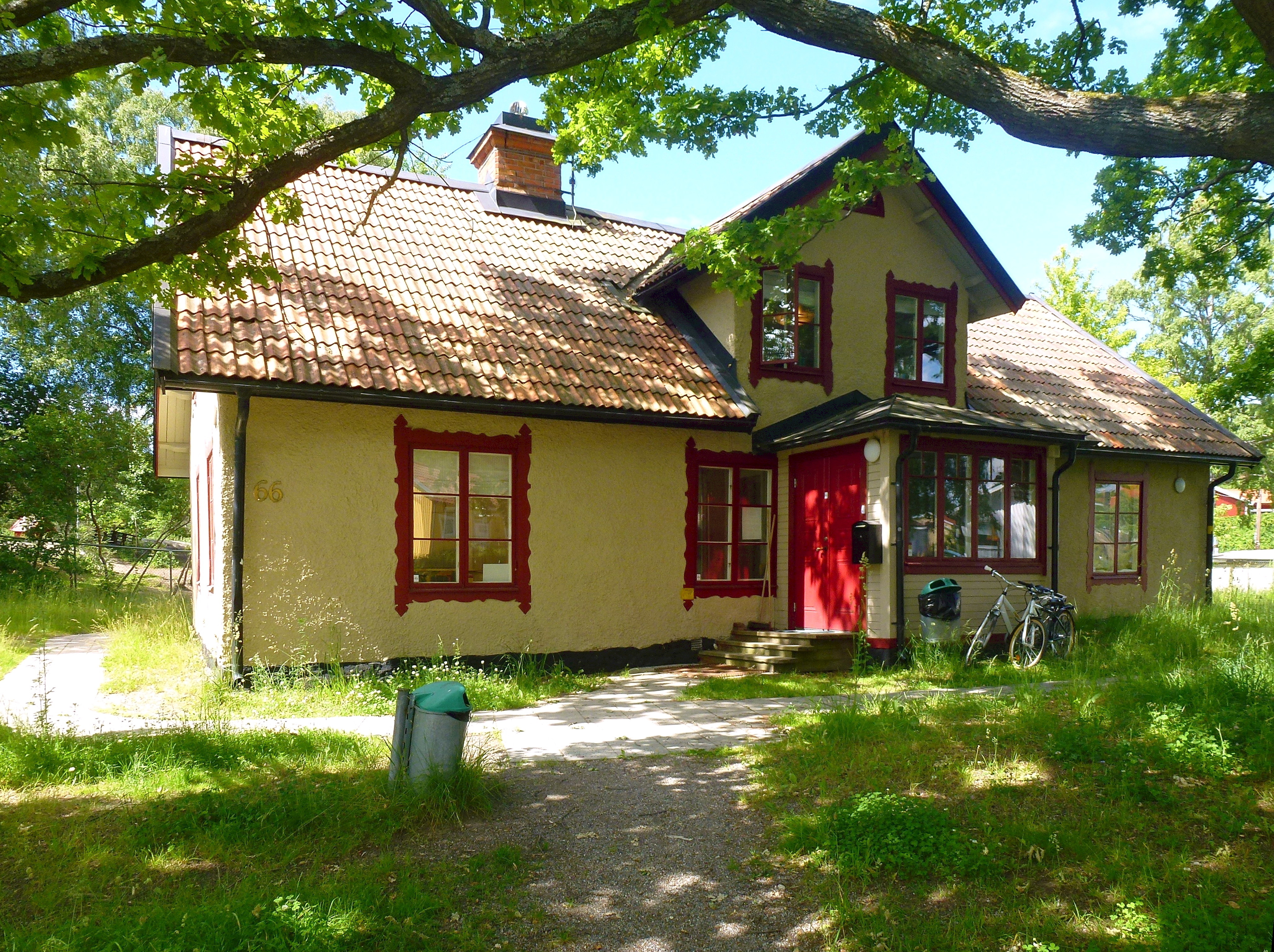
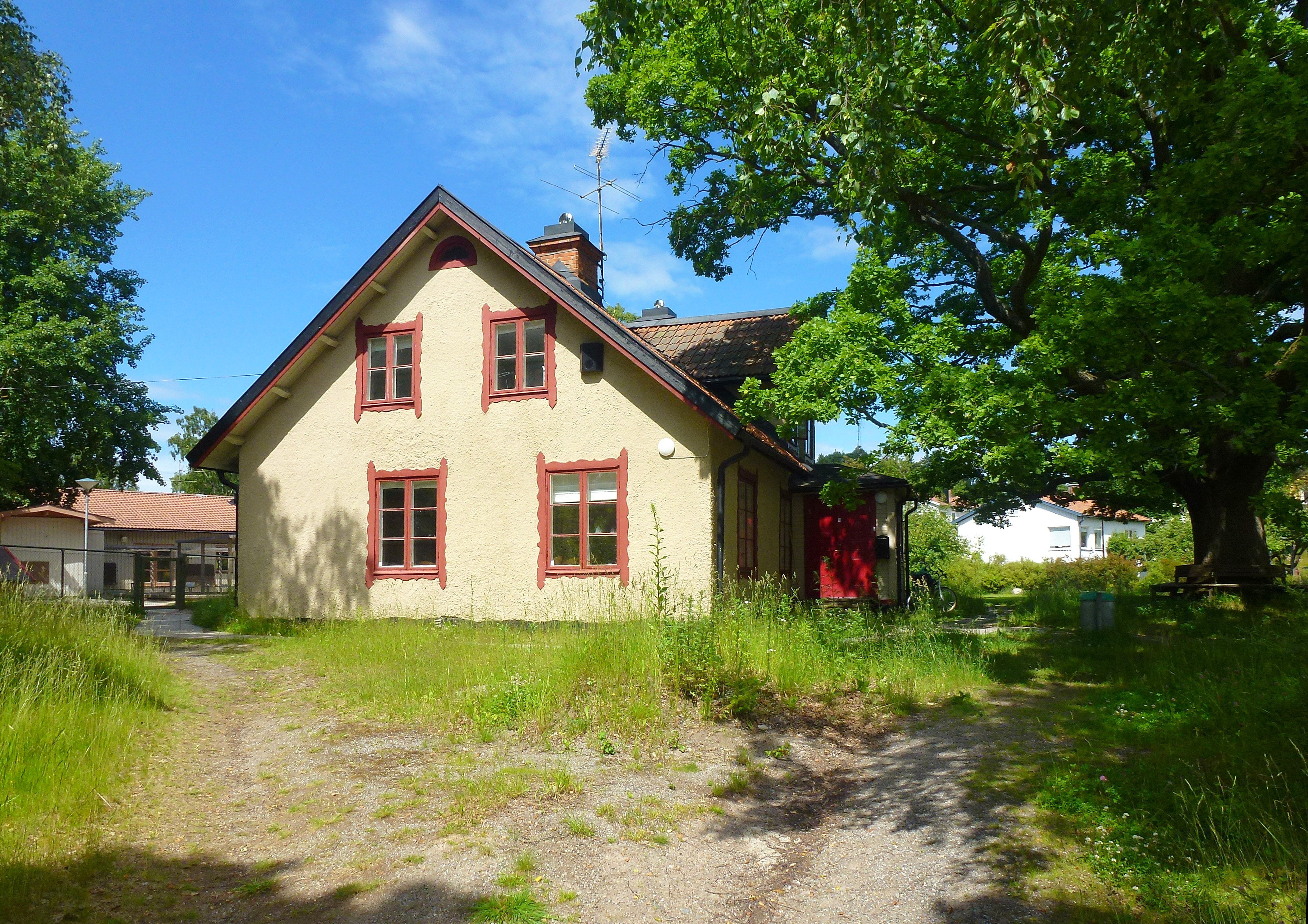
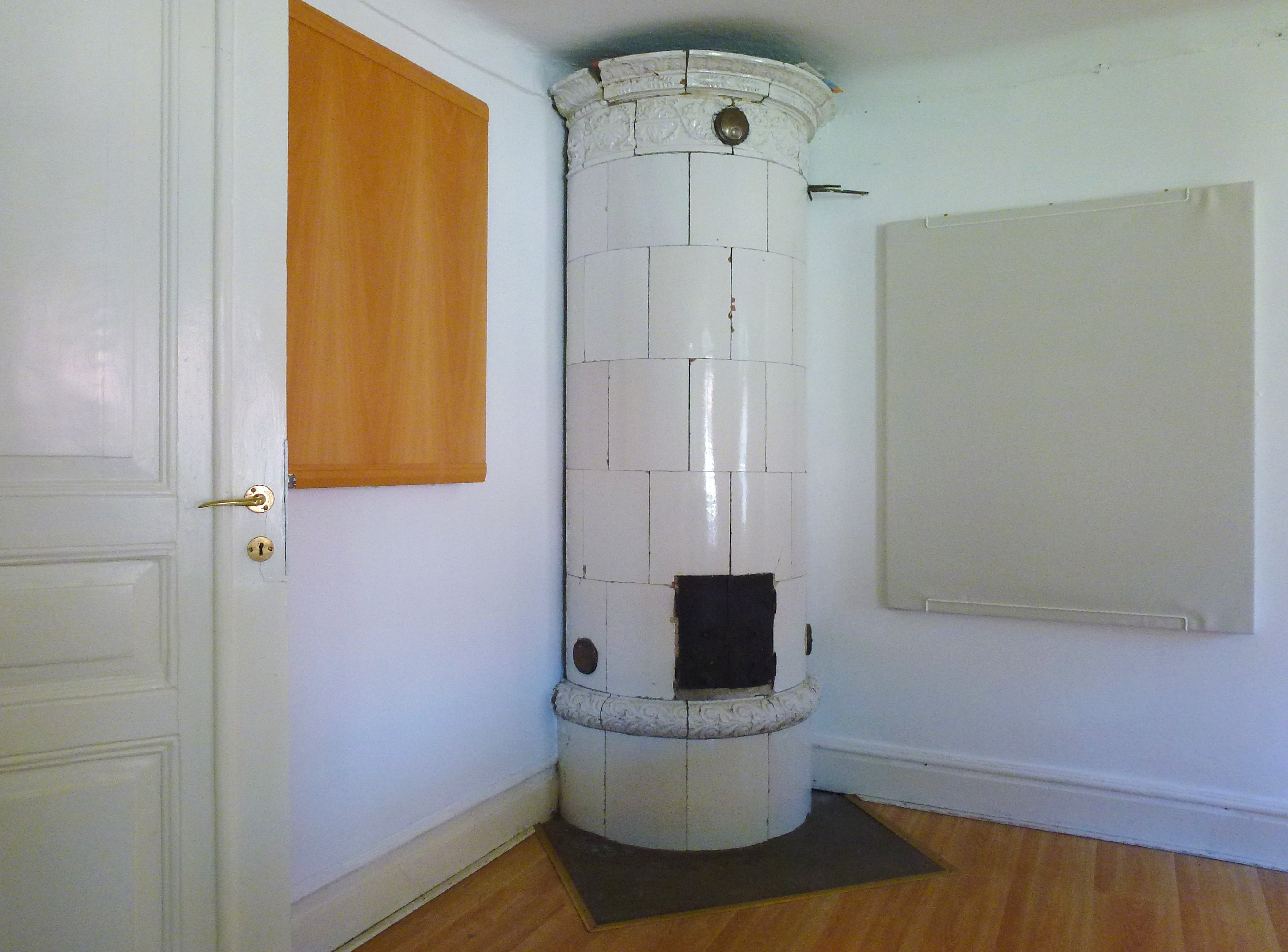
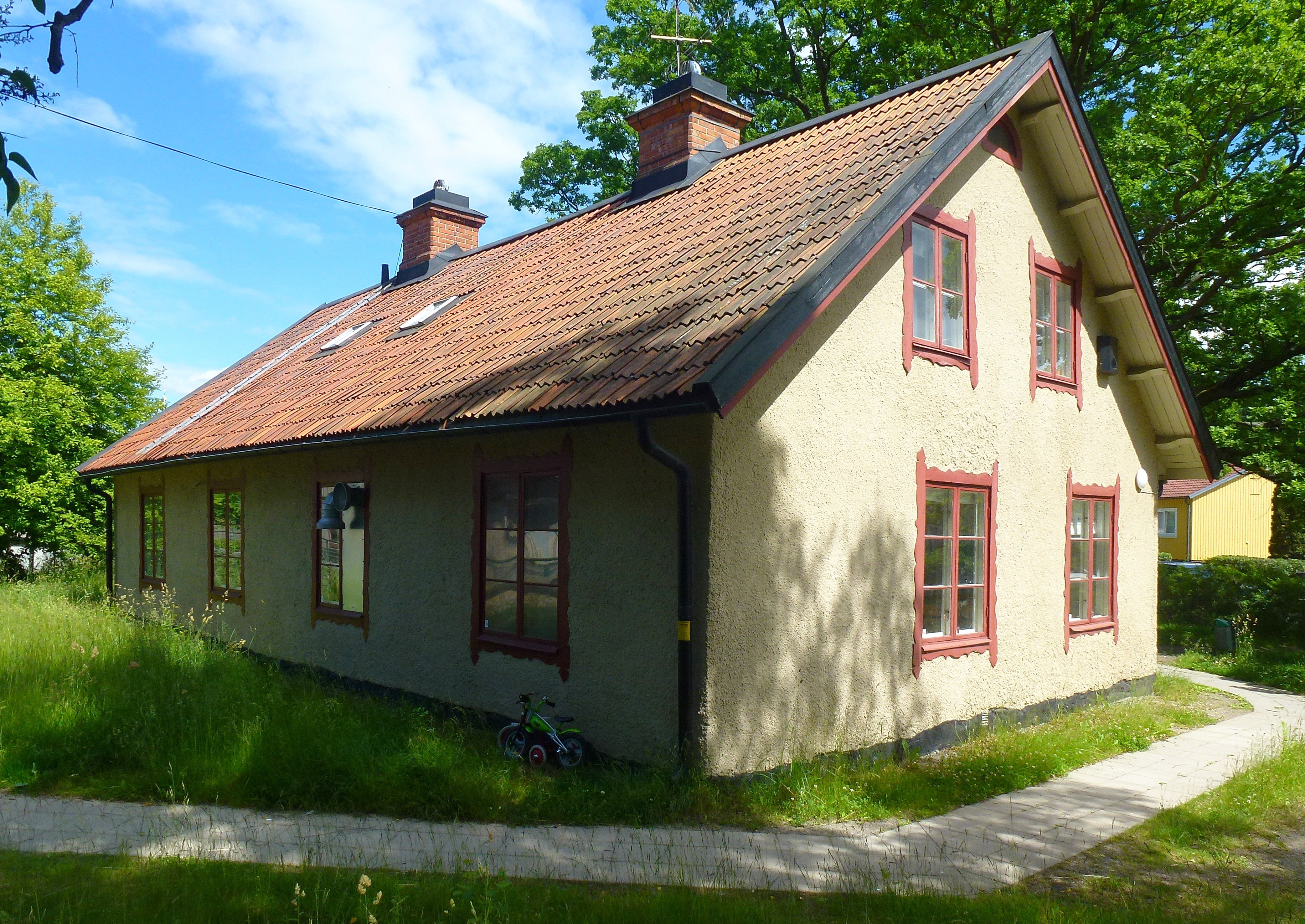